# Шарок
Шарок (мађ. Sárok) је село у Мађарској, у крајње јужном делу државе. Село управо припада Мохачком срезу Барањске жупаније, са седиштем у Печују.

## Природне одлике
Насеље Шарок налази у крајње јужном делу Мађарске, близу државне границе са Хрватском. Најближи већи град је Мохач.
Историјски гледано, село припада мађарском делу Барање. Подручје око насеља је равничарско (Панонска низија), приближне надморске висине око 100 м. Око насеља нема већих водотока, а даље ка истоку протиче Дунав.

## Становништво
Према подацима из 2013. године Шарок је имао 129 становника. Последњих година број становника опада.
Претежно становништво у насељу чине Мађари римокатоличке вероисповести, уз српску мањину.

### Попис1910.
| Шарок | Шарок |
| --- | --- |
| језик | вера |
| укупно: 491 Српски 320 (65,17%) Немачки 133 (27,08%) Мађарски 33 (6,72%) Хрватски 2 (0,40%) остали 3 (0,61%) | <div style="border:solid transparent;position:absolute;width:100px;line-height:0; укупно: 491 Православци 316 (64,35%) Римокатолици 165 (33,60%) Јевреји 8 (1,62%) Калвинисти 2 (0,40%) - (-%) |

## Историја Срба у месту
Срби су у Шароку присутни још од средњег века, али је њихов број посебно нарастао после Велике сеобе. Пред Први светски рат у селу живели Срби (70%), Немци (25%) и Мађари (5%).
Село је познато по важности за српску мањину у Мађарској. Шарок је до Првог светског рата имао српску већину, а као спомен минулих времена у средишту насеља очувана је Српска православна црква, обновљена 2005. године.
У Шароку се 1735. године о ускршњем посту исповедило и причестило 67 православаца Срба. Од домаћина помињу се породице: Вучић, Полимац, Стојић, Стојков и Вукоман. Претходно је 1731. пописано у месту 16 православних домова. Број становника 1796. године је износио 535 душа, а век касније, 1890. године тек 288. Село се преполовило, судећи по српском становништву. Умро је парох Јован Акимовић 1829. године и ту на сеоском гробљу сахрањен.
Православна црква је била посвећена Св. великомученику Димитрију. Покушана је градња од тврдог материјала 1778. године, али безуспешно. Нови храм је подигнут почетком 19. века. Иконостас је израдио неки провинцијски иконописац из друге половине тог века. Иконостас је зидан, са апликацијама од дасака, а иконе су рађене на платну па кеширане на дрво. Њено стање 1905. године је „рђаво”. Црквене матрикуле су заведене 1777. године. Парох Радослав Михајловић је био 1862. године претплатник „Школског листа”, дајући три форинте. Парох је почетком 20. века поп Јован Милић родом из Шиклуша, у месту већ 17 година (1905).
По Витковићевом извештају у Шароку је 1847. године било 495 Срба становника, а две деценије касније 1867. године њихов број се преполовио, и спао на 263 душе.
Био је 1816. године учитељ у месту и пренумерант једне педагошке књиге Андреј Адамовић. Најученији људи Шарока набављају српску књигу 1824. године: поп Јован Акимовић парох (ту и 1826) и Андреј Адамовић учитељ. Године 1836. Сомборску препарандију је завршио - положио испит, Прокопије Топенарски из Шарока. Био је 1868. године учитељ у месној школи Милан Марјановић. Школски референт Поповић је 1884. године извршио ревизију српских народних школа по будимској епархији, и написао извештај, који је и те како био забрињавајући. У Шароку је тако затекао 38 ученика „чији успех није могао назвати са довољан”, јер учитељ Павле Ивичић „није законито за учитеља оспособљен”. За школску дворницу (учионицу) каже: „тако је малена и тесна да добар део деце седи на земљи уз пећ”. Учитељски стан се састојао само од једне собе. Како је то била општина са 70 доста имућних брачних пари, Поповић је тражио да се нешто предузме, уз асистенцију среске власти. Тражио је да се школа или прода или сруши, а да се нова подигне на лепом месту, негде код цркве у порти. Да се становништву разреже прирез, из којег би учитељ добио законом гарантовану минималну плату, од 340 ф. и новог учитеља по закону изабере. Такође тражио је да се двадесетак ученика, чији родитељу служе на оближњој властелинској пустари Херцег-Лаку, извади из „туђе школе”, и припоји шарочкој српској школи. Касније је изгледа по конкурсу објављеном у црквеном листу, било милина радити у тамошњој школи. била је сасвим другачија ситуација, од оне описане деценију раније. Понуђена плата је износила 300 ф. годишње плус 40 ф. за пофторну школу, „даље има леп угодан стан са две собе, две кујне, има један комад земље 1230 кв хв, и једну баштицу за кујну од 200 кв хв, осим тога 13 метара тврди дрва - из којих мора и дужан је и школу грејати”. Школа је 1905. године српска народна са једним здањем зиданим 1888. године. Школски управитељ је био 1905. године Светозар Марковић, а школски старатељ Бранко Кресић. Постављена је 1899. године у месној школи учитељица Софија Мрђенова. Учитељица Јелка Висиљеска служи две године у месту. Полазило је у школу редовну наставу 33 ђака, а недељну школу још 10 ученика старијег узраста. Јован Коцкар је 1908. године постављен за привременог учитеља.
Године 1905. Шарок је мала општина у Барањварском срезу. Ту живи 520 становника у 99 домова. Срби преовлађују; има их 302 православне душе (или 58%) са 65 кућа. Од српских јавних здања ту су православна црква и народна школа. У месту је црквена општина, скупштина је редовна под председништвом Бранка Кресић. Парохија је шесте платежне класе, а парохијска сесија је од 27 кј. земље. Постоји српско православно гробље, а црквени земљишни фонд износи 30 кј. Парохији гравитирају као парохијске филијале Иванда и Фехерцеглак.
После Првог светског рата већи део српског становништва се иселио у српске делове новообразоване Краљевине Срба, Хрвата и Словенаца. Шарок и њему блиска насеља са српским живљем су посебно осетили ово исељавање, будући да је оно веома снажно захватило Србе у деловима поред нове границе и близу матице (мађарска Барања и околина Сегедина и Баје).
Почетком 20. века подигнута је нова српска православна црква посвећена Св. великомученику Димитрију. Вероватно на месту претходне, старије из времена велике сеобе Срба.
После Првог светског рата месни Срби су се готово у целости иселили у матицу, а после Другог светског рата и месни Немци.

## Савремено доба
Почетком 21. века у Шароку у центру је српска православна црква посвећена Св. Димитрију. Али у месту нема више ни једног Србина. Поред цркве је постављен споменик који сведочи о некадашњем битисању Срба у Шароку. Српску имовину чува доскорашњи начелник села, Ласло Вајдич са својом породицом. Српско православно гробље налази се западно ван насеља, удаљено око километар. Са три стране је омеђено ораницом и у веома добром је стању. Мало је споменика из 19. века, и они се добро виде у покошеној трави.